# Coupe Memorial 1987
Navigation
Édition précédente Édition suivante
L'édition 1987 de la Coupe Memorial est présenté du 9 au 15 mai 1987 à Oshawa, Ontario. Elle regroupe les champions de chacune des divisions de la Ligue canadienne de hockey, soit la Ligue de hockey junior majeur du Québec (LHJMQ), la Ligue de hockey de l'Ontario (LHO) et la Ligue de hockey de l'Ouest (LHOu)

## Équipes participantes
- Les Chevaliers de Longueuil représentent la Ligue de hockey junior majeur du Québec.
- Les Generals d'Oshawa représentent la Ligue de hockey de l'Ontario ainsi que l'équipe hôte.
- Les Tigers de Medicine Hat représentent la Ligue de hockey de l'Ouest.

## Classement de la ronde préliminaire
| Équipe                  | PJ | V | D | BP | BC | Pts |
| ----------------------- | -- | - | - | -- | -- | --- |
| Generals d'Oshawa       | 3  | 3 | 0 | 14 | 8  | 6   |
| Tigers de Medicine Hat  | 2  | 1 | 1 | 7  | 7  | 2   |
| Chevaliers de Longueuil | 3  | 0 | 3 | 7  | 13 | 0   |

## Résultats

### Résultats du tournoi à la ronde
Voici les résultats du tournoi à la ronde pour l'édition 1987 :

## Effectifs
Voici la liste des joueurs des Tigers de Medicine Hat, équipe championne du tournoi 1987 :
- Entraîneur : Bryan Maxwell
- Gardiens : Mark Fitzpatrick et Kelly Hitchins.
- Défenseurs : Dean Chynoweth, Jamie Huscroft, Kevin Knopp, Mark Kuntz, Wayne McBean, Scott McCrady et Keith Van Rooyen.
- Attaquants : Ron Bonora, Neil Brady, Rob DiMaio, Rocky Dundas, Wayne Hynes, Dale Kushner, Kirby Lindal, Trevor Linden, Mike MacWilliam, Mark Pederson, Guy Phillips, Jeff Wenaas et Rod Williams.

## Honneurs individuels
- Trophée Stafford-Smythe (meilleur joueur) : Wayne McBean (Tigers de Medicine Hat)
- Trophée George-Parsons (meilleur esprit sportif) : Scott McCrory (Generals d'Oshawa)
- Trophée Hap-Emms (meilleur gardien) : Mark Fitzpatrick (Tigers de Medicine Hat)

Équipe d'étoiles :
- Gardien : Mark Fitzpatrick (Tigers de Medicine Hat)
- Défenseurs : Wayne McBean (Tigers de Medicine Hat) et Gord Murphy (Generals d'Oshawa)
- Centre : Jeff Wenaas (Tigers de Medicine Hat)
- Ailier gauche : Dale Kushner (Tigers de Medicine Hat)
- Ailier droit :  Guy Phillips (Tigers de Medicine Hat)